# فالنتينو غالو
فالنتينو غالو (بالإيطالية: Valentino Gallo)‏ هو لاعب كرة الماء إيطالي، ولد في 17 يوليو 1985 في سرقوسة في إيطاليا.

## وصلات خارجية
- فالنتينو غالو على موقع الاتحاد الدولي للسباحة (الإنجليزية)
- فالنتينو غالو على موقع اللجنة الأولمبية الدولية (الإنجليزية)
- فالنتينو غالو على موقع أوليمبيديا (الإنجليزية)
- فالنتينو غالو على موقع اللجنة الأولمبية الإيطالية (الإيطالية)